# Костоління
Костоління — ландшафтний заказник місцевого значення в Україні.
Розташований на північний схід від с. Баланівка Бершадського району Вінницької області. Оголошений відповідно до Рішення 41 сесії 7 скликання Вінницької обласної ради від 17.12.2019 року № 911. 

## Географічні умови
Заказник розташований на південно-західній околиці Українського кристалічного щита і являє собою підвищену рівнину з добре розвинутим давнім водно-ерозійним рельєфом. 
Клімат - помірно континентальний, з м'якою зимою і теплим літом. Середня температура січня -4° — -6°С, липня - +18,6°— +20,5°С. Річна кількість опадів 440-590 мм. Тривале, тепле, достатньо вологе, інколи сухе, літо,
рання весна, суха осінь, зима з помірними морозами і значним сніговим покривом.

## Рослинність
Завдяки пересіченому малопридатному для господарської діяльності рельєфу збереглося багате різноманіття видів
флори та фауни.
Рослинність заказника представлена лучно-степовими та лучними угрупованнями на схилах різного ухилу великої балочної системи. На днищі балки зростає переважно деревна та чагарникова рослинність, вгору по схилу наростає
ксероморфність ценозів. Флора заказника включає понад 60 видів судинних рослин. 
Трапляються регіонально рідкісні види: проліска дволиста, чемериця чорна, анемона лісова, перстач білий, первоцвіт весняний, залізняк бульбистий, шипшина гачкувата, оман високий, барвінок трав'янистий, айстра волове око, леопольдія тонкоцвіта та види, занесені до Червоної книги України: горицвіт весняний, підсніжник звичайний, косарики черепитчасті.  

## Тваринний світ

### Комахи
На території заказника зафіксовано 21 вид лускокрилих, з яких чотири внесені до Червоної книги України: подалірій, аврора біла, клімена та бражник скабіозовий. До останнього видання Європейського червоного списку включено всі види булавовусих лускокрилих фауни Європи, деякі з них відносно чисельні та благополучні. Серед таких, зокрема: білан жилкуватий, білан капустяний, білан брукв'яний, білан ріпаковий, сонцевик адмірал, підсрібник великий. Решта метеликів заказника перебувають під різними ступенями загрози та потребують охорони: білюшок гірчичник, дукачик непарний, синявець Аргус, синявець Аргирогномон, щербатка c-біле, мереживниця Галатея, лжепестрянка звичайна, павичеве око денне, строкатка лугова та стоокатка клеверна.
Велика кількість квітучих рослин протягом весняно-літнього періоду приваблює комах запилювачів, провідну роль серед яких виконують перетинчастокрилі. Біотоп характеризується багатим видовим складом джмелів: кам'яний, норовий, польовий, лісовий, луговий та земляний. Також трапляються джміль глинистий, ксилокопа звичайна та жук-олень занесені до Червоної книги України.

### Птахи
На території заказника виявлено 16 видів птахів, що використовують його як оселище та кормове угіддя:  
сорокопуд терновий, соловейко східний, сорока звичайна, щиглик, ворона сіра, дятел звичайний, сойка, щеврик лісовий, шуліка чорний (охороняється Червоною книгою України та Бернською конвенцією), горихвістка звичайна, галка, вивільга, плиска жовта, плиска біла, щеврик польовий та бджолоїдка звичайна.